# The Lincoln Lawyer
The Lincoln Lawyer är en amerikansk långfilm från 2011 i regi av Brad Furman, med Matthew McConaughey, Marisa Tomei, Ryan Phillippe och William H. Macy i rollerna. Filmen bygger på en bok med samma namn av Michael Connelly.

## Handling
Måttligt framgångsrika försvarsadvokaten Mickey Haller (Matthew McConaughey) arbetar i och runt Los Angeles i en Lincoln Town Car. Han försvarar främst det vanliga drägget från gatan; knarkhandlare och gangstrar, men han får ett nytt fall på halsen. Den rika och framgångsrika mäklaren Louis Roulet (Ryan Phillippe) anklagas för ett överfall och mordförsök. Vid första anblicken verkar han vara oskyldig och historien är påhittad av det kvinnliga "offret".
Men Roulets lögner och avslöjanden får Mickey att tvivla på historien. Han kommer att tänka på sin tidigare klient Jesus Menendez (Michael Peña) som sitter inlåst i fängelse efter att förklarat sig skyldig till ett liknande brott. Hänger allt detta ihop?

## Rollista
| Matthew McConaughey | – Mick Haller        |
| Marisa Tomei        | – Maggie McPherson   |
| Ryan Phillippe      | – Louis Roulet       |
| William H. Macy     | – Frank Levin        |
| Josh Lucas          | – Ted Minton         |
| John Leguizamo      | – Val Valenzuela     |
| Michael Peña        | – Jesus Martinez     |
| Bob Gunton          | – Cecil Dobbs        |
| Frances Fisher      | – Mary Windsor       |
| Bryan Cranston      | – Detective Lankford |
| Trace Adkins        | – Eddie Vogel        |
| Laurence Mason      | – Earl               |
| Margarita Levieva   | – Reggie Campo       |
| Pell James          | – Lorna              |
| Shea Whigham        | – Corliss            |